# هولگر هانسون
هولگر هانسون (سوئدی: Holger Hansson; ۲۶ ژانویهٔ ۱۹۲۷ – ۱۷ ژانویهٔ ۲۰۱۴) بازیکن و مربی فوتبال اهل سوئد بود.
از باشگاه‌هایی که در آن بازی کرده‌است می‌توان به باشگاه فوتبال گوتبورگ اشاره کرد.
وی همچنین در تیم ملی فوتبال سوئد بازی کرده‌است.
وی در مسابقات کشوری و بین‌المللی در مجموع برندهٔ ۱ مدال برنز شده‌است.